# ジョーン・バリー (アメリカの女優)
ジョーン・バリー（Joan Barry, 1920年5月24日 - 2007年10月1日）は、アメリカ合衆国の女優。女優としての事績よりも、1943年に出産した女児を「チャールズ・チャップリンとの子ども」と主張し、チャップリンを相手取って認知訴訟裁判を起こしたことで知られている。およそ2年間におよぶ裁判は非常に不可解な展開の末にチャップリンの事実上の敗訴という形で幕を閉じ、裁判はチャップリンに多大な屈辱と不名誉を与える結果となった。

## 来歴

### 前半生
ジョーン・バリー、出生名マリー・ルイーズ・グリブルは、1920年5月24日にデトロイトで、父ジェームズ・A・グリブルおよび母ガートルード・E・グリブルの間に生まれる。ジェームズは第一次世界大戦に出征した経験を持ち、バスの運転手や営業員の仕事を転々としていた。1923年9月6日には妹のアグネスが生まれている。ところが、1926年12月に父ジェームズが自殺し、母ガートルードは翌1927年にニューヨークでジョン・E・ベリーと再婚する。一家は1930年にオハイオ州カヤホガ郡に引っ越すが、バリー自身の弁では単身ニューヨークに戻り、ジャクソンハイツのニュータウン・ハイスクールを卒業したと主張する。しかし、当のニュータウン・ハイスクールの卒業記録にマリー・ルイーズ・グリブル、マリー・ルイーズ・ベリーおよびそれらに近似する名前は見当たらない。マリーは1938年あるいは1940年にカリフォルニアに移った。

### チャップリンとの関係
カリフォルニアに移ったのち、マリーは芸名「ジョーン・バリー」を名乗って女優活動を開始するが思ったように仕事は来ず、仕事の無いときはウェイトレスをやったり、また石油王ジャン・ポール・ゲティの愛人となってメキシコに赴いたりもした。そのメキシコで芸能プロモーターのアルフレッド・C・ブルーメンタールと出会い、ブルーメンタールはティム・デュラント宛に紹介状をしたためた。デュラントはチャップリンの側近の一人であり、デュラントが夕食会やチャップリンが趣味としていたテニスのパーティにジョーンを何度も連れて行くうち、ジョーンはチャップリンに過度なまでに夢中となっていった。チャップリンもジョーンのしつこさには驚かされたものの、間もなくジョーンを気に入るようになる。当時、チャップリンはポール・ヴィンセント・キャロル原作の『影と実体』の映画化を企図しており、作品のヒロインを求めていた。ジョーンはチャップリンの前でヒロインのセリフを完ぺきに朗読してみせ、初めて出会った時から「演技の才能がある」と信じていたチャップリンは、『影と実体』の映画化権を購入の上、1941年6月26日ごろにジョーンと1年間の契約を結ぶこととなった。
結果論から言えば、ジョーンはチャップリンに計り知れないダメージを与えた、とんだ「ジョーカー」だったわけであるが、ジョーンをヒロインとして選んだころのチャップリンはその正体を見抜いた様子はなく、逆に周囲に、ジョーンは自分がこれまで共演してきたヒロインと同格かそれ以上の資質のある女優だと吹聴していた。さらにマックス・ラインハルトの演劇学校に通わせたり矯正歯科のための金銭を自ら支出し、おまけにパーティではこれ見よがしにジョーンの「才能」を披露していた。チャップリンもまたジョーンに夢中になっていたわけであるが、そんなさ中にジョーンをチャップリンに紹介したデュラントら周囲の者が、先にジョーンは精神疾患の疑いがあることを見抜きつつあった。異変は1942年春ごろに最高潮に達し、ジョーンは泥酔状態でチャップリンの自邸に車で乗り込んだり、チャップリンが居留守を決め込むと、窓をたたき割って自邸に侵入するようになった。さしものチャップリンもジョーンの異変に気づき、ラインハルトの学校をさぼっていたことも判明、また酒がらみのトラブルには神経をとがらせていたこともあって、契約は1942年5月22日に解消される。この時、違約金代わりとしてチャップリンはジョーンが作った5000ドルもの借金を肩代わりし、ジョーンは母ガートルードとともに10月5日にニューヨークに帰っていった。少なくとも、チャップリンはこれらの後始末でジョーンとは完全に手切れしたと信じていた。それから2か月ほど経った12月23日、チャップリンの前から姿を消したはずのジョーンは執拗にチャップリン邸に電話をかけたあと、はしごを使ってチャップリン邸に侵入し、拳銃を振り回して自殺をほのめかした。チャップリンは金を渡してジョーンを退散させたものの、ジョーンは一週間後と1943年5月にチャップリンの前に姿を現して二度とも警察のご厄介となった。ところが、1943年5月の一件は少し違っていた。この時のジョーンは妊娠6か月だった。この胎児が、チャップリンに一大ダメージを与えることとなる。
1943年6月4日、30日の刑を終えて出所したジョーンはマスコミに対して、「自分は妊娠しており、その胎児の父親はチャップリンだ」などと言いふらした。また、ジョーンが妊娠を公表したのと同じ6月4日、母ガートルードが胎児の後見人という立場から、チャップリンに対して認知訴訟を起こした。一連の「滅茶苦茶な裁判」の始まりである。ジョーン母娘の要求は、ガートルードが「出生前のジョーンの世話に1万ドル、胎児の養育費に月2500ドル、訴訟費用として5000ドル」というものであり、ジョーンは「胎児とガートルードにそれぞれ7万5000ドル」というものであった。チャップリンは正義感からこれらの要求を突っぱねたが、裁判の結果が出るまではカリフォルニア州法に従って養育費などを支払うこととなった。やがて1943年10月2日にジョーンは女児を出産し、キャロル・アンと命名された。1944年に入り、チャップリンは新たな裁判に巻き込まれる。まず2月10日に大陪審に起訴されたが、容疑はマン法違反の容疑であり、ジョーンをニューヨークに送り返したことに「不法な性的関係を結ぶ意図と目的」と「犯意」があったとされたが、論拠そのものは初めからバカバカしさが指摘されていた。そのこともあって、マン法違反については無罪の評決が出ることとなった。マン法違反の裁判のさ中にはキャロル・アンの血液検査が行われ、「O型のチャップリンとA型のジョーンから、B型のキャロル・アンは生まれ得ない」と結論付けられた。この血液検査はジョーン母娘が起こした裁判の際に約された条件の一つであり、父親がチャップリンであると証明されなければ訴訟は取り下げることをジョーンは同意していた。しかし、この間に不可解なことが起こっていた。キャロル・アンの後見権が、いつの間にかガートルードから裁判所に移っていた。そして、血液検査自体も「関係者の間で必要があったから」ということにされた。
認知訴訟は1944年12月13日から始まり、ジョーン側は、論理では劣るものの芝居じみた弁論をもって情緒に訴えることを巧みとしたジョゼフ・スコット弁護士を立て、チャップリン側は地味ながら堅実なチャールズ・A・ミリカン弁護士を立てた。ジョーン側のスコットは「老いぼれコンドル」であるとか「好色な卑劣漢」、「ヘビ野郎」などといった罵言雑言の限りを尽くしてチャップリンをことごとく罵倒し、これに対してチャップリンが激昂する一場面もあった。評決は一度では決せず、チャップリンが仲裁を拒否したこともあって1945年4月4日から17日まで再審が行われた。再審でもスコットは情緒に訴える作戦を展開し、また血液検査の結果が当時のカリフォルニア州で証拠として扱われなかったこともあって、再審は11対1の評決でチャップリンに有罪の評決となった。裁判の結果、キャロル・アンは「キャロル・アン・チャップリン」と名乗ってもよいこととなり、チャップリン側はキャロル・アンが21歳になるまでの間、週75ドルから100ドルの養育費を支払うこととなった。チャップリンが、有利な証拠を持ちながら最終的に敗訴した背景としては、当時のカリフォルニア州法との関係のほかにチャップリンが第二次世界大戦中にソビエト連邦支援を強く訴えていたことを嫌悪する反共主義者の非難「マッカーシズム」との関係が指摘されており、こともあろうにジョーン側の弁護士を務めたスコットが、共和党の熱烈な信奉者であった。
裁判を通じてチャップリンが受けたダメージは甚大であった。一度は新たな裁判を起こそうと試みるも、事件そのものに疲れ果てていたチャップリンは「一度失った評判を取り返すのは不可能」であることを悟っており、最終的には裁判を断念せざるを得なかった。そんな傷心のチャップリンを癒したのは、ジョーンとのトラブルのさ中に結婚したウーナであった。ウーナはトラブルの真っただ中にいるチャップリンを支えるために常にそばにあり、ウーナとのひと時は裁判を忘却させる貴重な時間となった。また、裁判の中で起こった出来事のうち、公の場で指紋押捺をさせられたことに関しては、1957年の『ニューヨークの王様』で、チャップリン扮するシャドフ国王が入国管理官に指紋を押捺されているシーンとして再現されている。
なお、キャロル・アンの父親が実際に誰であったのかははっきりしないが、チャップリンがジョーンに対して性的好奇心を持ったこと自体は、チャップリン自身が自伝で認めている。

### その後
その後のジョーンは、1946年10月に鉄道会社の書記官を務めていたラッセル・C・セックと結婚し、キャロル・アンの「異父」きょうだい、ラッセル・C・セック・ジュニアとスティーヴン・セックを出産する。1953年夏にはカリフォルニア州トーランスで、裸足で街をさまよい歩いているところを発見され、サンバーナディーノのパットン州立病院に収容された。ジョーンのその後の足取りは不明であり、1960年代半ばに家族が探偵を雇ってジョーンを探したものの、消息はつかめなかった。一部のサイトでは「1996年死去」としているものもあるが、根拠はない。Find a Graveによれば、2007年10月1日にニューヨークで死去したとされている。
母ガートルードは1980年9月8日にロサンゼルスで80歳で亡くなり、キャロル・アン・バリー（チャップリン）は2009年の時点で西海岸で健在であった。
1992年公開のリチャード・アッテンボロー監督によるチャップリンの伝記映画『チャーリー』では、ナンシー・トラヴィスがジョーンを演じた。